# Výrok (logika)
Výrok je základní pojem logiky. Většinou se definuje jako tvrzení, u kterého má smysl  mluvit o pravdivosti. Avšak není nutné, aby byla hodnota pravdivosti zjistitelná. O výroku, pro který lze o pravdivosti rozhodnut a zároveň je pravdivý říkáme, že je dokazatelný. 

## Definice
Výrok je tvrzení, o němž má smysl prohlásit, zda je pravdivé či nepravdivé.

Výrok se běžně týká entit exaktního světa (jako je matematika). Jazyk výroku bývá umělý formální jazyk. Použití entit reálného světa může vést k nejasnostem a chybám.
Ve formální logice je důležitým pojem dedukce (úsudku), tedy proces, kdy z množiny premis (předem daných výroků) jsou odvozeny nové výroky, která z předpokladu pravdivosti premis, jsou taky pravdivé. 
Hypotéza (domněnka) je výrok, u něhož v daném okamžiku nejsme schopni rozhodnout, zda je pravdivý, či nepravdivý, ale víme jistě, že jedna z těchto dvou možností nastane.[zdroj?]
Výroku může být přiřazena pravdivostní hodnota. Většinou dvouhodnotová pravda-nepravda, ale může být definovaná i jinak. Například ve Fuzzy logice jde o jakékoliv číslo z intervalu {\textstyle \langle 0;1\rangle }.
Pokud zápis obsahuje jednu nebo více proměnných (např.  {\displaystyle x<5}), není to výrok, ale predikát či výroková forma (viz predikátová logika). Výrokem se stane dosazením hodnot všem proměnným či jejich kvantifikováním.

## Typy výroků
Jednoduchý (atomický) výrok
Jednoduché (atomické nebo elementární) výroky jsou výroky, které neobsahují logické spojky. (např. „Plocha čtverce je rovna druhé mocnině délky jeho strany.“, „79 je prvočíslo“). Jsou z logického hlediska dále nedělitelné a jsou prezentovány výrokovými proměnnými (nebo také výrokovými symboly). K označení se užívá malých písmen (např. {\displaystyle p,q}).
Složený výrok (formule)
Složené výroky jsou výroky, které vznikly z jednoduchých výroků použitím logických spojek. Značí se velkými písmeny  (např. {\displaystyle A,B}).
Kvantifikovaný výrok
Kvantifikovaný výrok je takový výrok, který obsahuje kvantifikátor. Existují obecný kvantifikátor (symbol {\displaystyle \forall }) a existenční (symbol {\displaystyle \exists }).
Splnitelná formule
Formule, která je pravdivá pro alespoň jeden prvek univerza.
Tautologie
Formule, která je pravdivá pro všechny prvky univerza. Též se říká, že jsou analyticky pravdivé. Všechny pravdivé matematické věty jsou analyticky pravdivé výroky.
Kontradikce
Formule, která je nepravdivá pro všechny prvky univerza. Též se mluví o sporné množině formulí. Vyplývá z ní jakýkoliv a každý závěr.
Empirický výrok
Výrok vypovídající o reálném světě, může být jak pravdivý, tak nepravidivý.

## Logické spojky
Negace
Negace {\displaystyle p} výroku  je výrok {\displaystyle \lnot p}, ten má opačnou pravdivostní hodnotu než výrok {\displaystyle p}. Slovně: „není pravda, že...“.
Konjunkce
Konjunkce (někdy logické násobení) {\displaystyle \textstyle p\land r}, slovně „{\displaystyle p} a současně {\displaystyle r}“. Je-li konjunkce dvou výroků pravdivá, pak obě její části musí být pravdivé. Je-li konjunkce dvou výroků nepravdivá, pak alespoň jedna její část je nepravdivá.
Disjunkce
Disjunkce neboli alternativa (někdy logické sčítání) {\displaystyle \textstyle p\lor r}, slovně „{\displaystyle p} nebo {\displaystyle r}“. Je-li disjunkce dvou výroků nepravdivá, pak obě její části musí být nepravdivé. Je-li disjunkce dvou výroků pravdivá, pak alespoň jedna její část musí být pravdivá.
Implikace
Iimplikace {\displaystyle p\supset r} či {\displaystyle p\Rightarrow r}, slovně „jestliže {\displaystyle p}, potom (pak) {\displaystyle r}“. Je-li implikace  dvou výroků nepravdivá, pak její první člen je pravdivý a druhý nepravdivý.
Ekvivalence
Ekvivalence {\displaystyle p\equiv r} či {\displaystyle p\Leftrightarrow r}, slovně „{\displaystyle p} právě tehdy, když {\displaystyle r}“, nebo „{\displaystyle p} tehdy a jen tehdy {\displaystyle r}“. Je-li ekvivalence dvou výroků pravdivá, znamená to, že oba její členy jsou pravdivé, nebo oba nepravdivé, tj. mají stejnou pravdivostní hodnotu. Je-li ekvivalence dvou výroků nepravdivá, pak její členy nabývají různých pravdivostních hodnot.

### Méně běžné spojky
Kromě výše uvedených se v počítačové technice používají i další spojky:
- XOR (z angl. exclusive OR), viz exkluzivní disjunkce[13]
- NAND (z angl. not AND; negace konjunkce), viz hradlo NAND[14]
- NOR, (z angl. not OR, negace disjunkce), viz hradlo NOR[15]

## Tabulka pravdivostních hodnot složených výroků
Pravdivost složeného výroku je dána pravdivostní hodnotou jeho částí (výroků) a logickými spojkami, které jsou v něm obsaženy.
Pravdivostní tabulka pro negaci, konjunkci, disjunkci, implikaci a ekvivalenci dvou výroků:
| {\displaystyle p} | {\displaystyle r} | {\displaystyle \lnot p} | {\displaystyle \lnot r} | {\displaystyle \textstyle p\land r} | {\displaystyle \textstyle p\lor r} | {\displaystyle p\supset r} | {\displaystyle p\equiv r} |
| ----------------- | ----------------- | ----------------------- | ----------------------- | ----------------------------------- | ---------------------------------- | -------------------------- | ------------------------- |
| 0                 | 0                 | 1                       | 1                       | 0                                   | 0                                  | 1                          | 1                         |
| 0                 | 1                 | 1                       | 0                       | 0                                   | 1                                  | 1                          | 0                         |
| 1                 | 0                 | 0                       | 1                       | 0                                   | 1                                  | 0                          | 0                         |
| 1                 | 1                 | 0                       | 0                       | 1                                   | 1                                  | 1                          | 1                         |

### Pravdivost celé formule
Spojení výroků (celou formuli) lze vyhodnotit analogicky. Pokud existuje formule {\displaystyle (p\supset q)\land r}, tak ve chvíli, kdy vyhodnotíme formuli {\displaystyle (p\supset q)} například na pravdivá ({\displaystyle =1}), tak dostáváme klasickou konjunkci {\displaystyle 1\land r}, kterou už lze řešit (viz tabulka).
Postupnou aplikací nejjednodušších výrokových spojek lze získat výslednou pravdivostní hodnotu celé formule. Často se používá tzv. tabulková metoda a Karnaughova mapa.